# Râle atlantis
Vous lisez un « article de qualité » labellisé en 2019.
Laterallus rogersi
Espèce
Statut de conservation UICN

 VU D2 : Vulnérable
Le Râle atlantis (Laterallus rogersi, anciennement Atlantisia rogersi), parfois aussi Râle atlantique, est une espèce d'oiseaux de la famille des Rallidae. Pesant de 34 à 49 g et d'une longueur de 13 à 15,5 cm, il est endémique de l'île Inaccessible dans l'archipel Tristan da Cunha, en Atlantique Sud.
Le médecin britannique Percy Lowe l'a scientifiquement décrit en 1923, mais l'oiseau était déjà connu des scientifiques depuis une cinquantaine d'années. Les affinités du Râle atlantis avec d'autres espèces sont longtemps restées un mystère. En 2018, son plus proche parent a été identifié comme étant la Marouette maillée (Porzana spiloptera) d'Amérique du Sud, les deux espèces étant très proches du genre Laterallus.
De petite taille, le Râle atlantis a le plumage brun, le bec et les pattes noirs, et les adultes ont les yeux rouges. Il occupe la plupart des habitats sur l’île Inaccessible, des plages au plateau central, et se nourrit d’une variété de petits invertébrés ainsi que de quelques matières végétales.
Les couples sont territoriaux et monogames, les deux parents étant responsables de l’incubation des œufs et de l’élevage des poussins. Son adaptation pour vivre sur une île minuscule à des densités de population élevées inclut notamment des taux de métabolisme de base faibles, les dimensions réduites de l'animal et de ses œufs, ainsi que la perte du vol (ce qui réduit les dépenses énergétiques).
L'île Inaccessible est restée exempte de prédateurs introduits, permettant à cette espèce de s'épanouir tandis que de nombreux autres oiseaux incapables de voler, particulièrement chez les râles, se sont éteints sur beaucoup d'autres îles océaniques. L'espèce est néanmoins considérée comme vulnérable par l'Union internationale pour la conservation de la nature (UICN), en raison de sa population restreinte, laquelle pourrait être menacée par l'introduction accidentelle de mammifères prédateurs tels que les rats ou les chats.

## Découverte

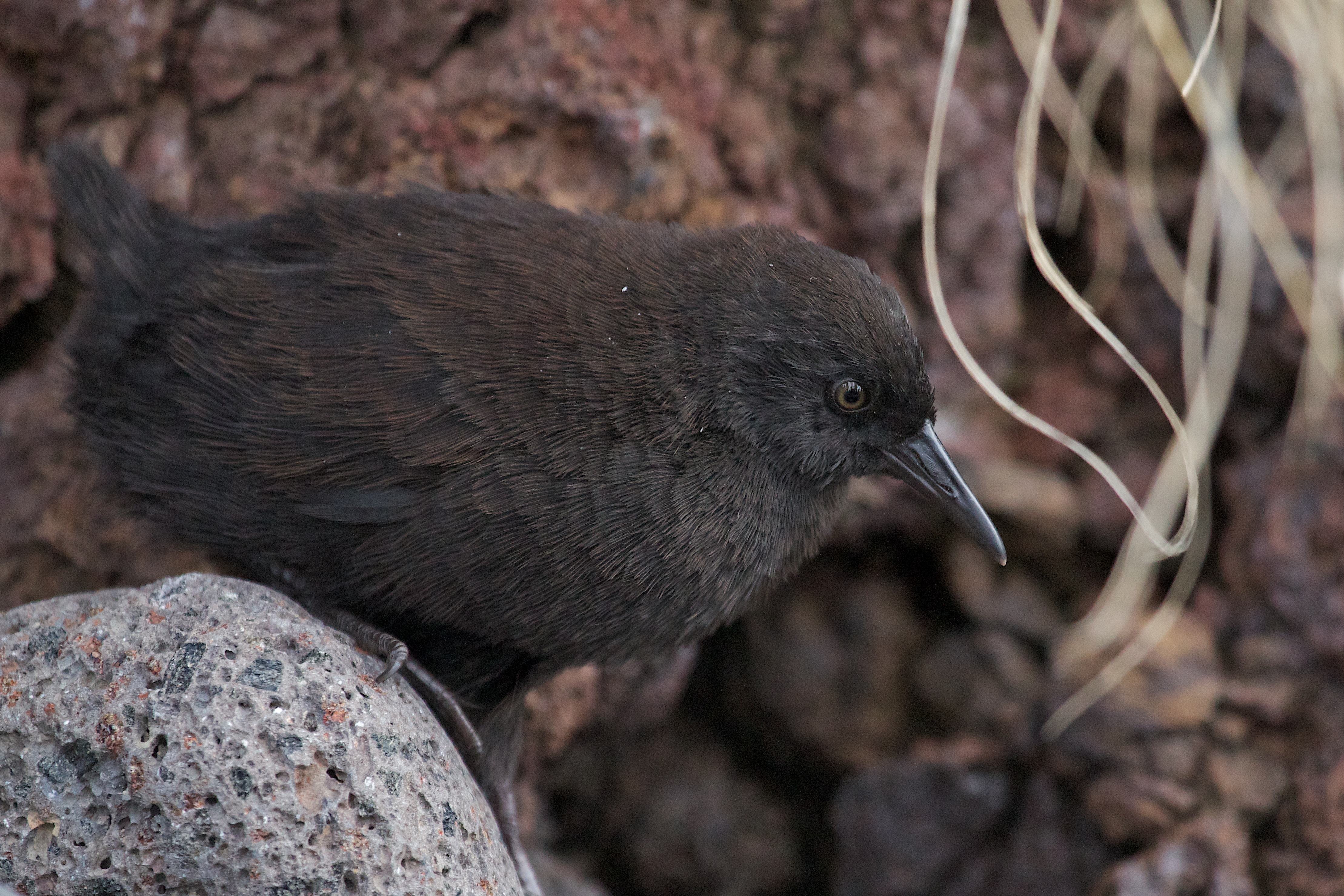
Râle atlantis (Atlantisia rogersi).

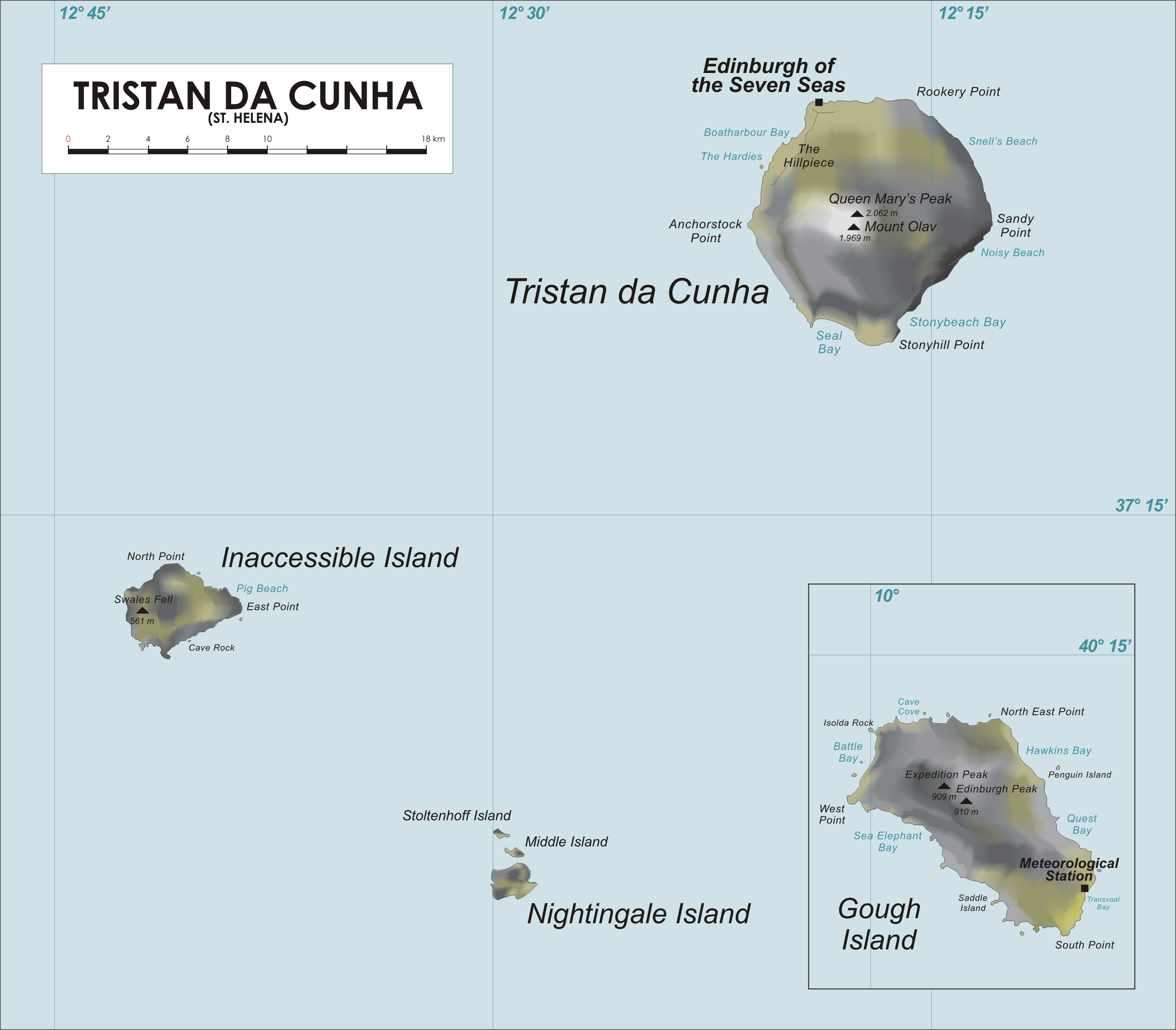
Carte de l'archipel Tristan da Cunha.

Même si les insulaires de Tristan da Cunha, qui se rendaient chaque année sur l'île pour y chasser le phoque le connaissaient, le Râle atlantis a initialement été porté à l'attention des scientifiques lors de l'expédition du Challenger de 1872-1876. Lorsque celle-ci se rendit sur l'île en octobre 1873, le naturaliste écossais Charles Wyville Thomson découvrit l'espèce et enregistra les observations de deux Allemands, les frères Stoltenhoff, qui vivaient sur l'île depuis deux ans. Thomson fut incapable de collecter un spécimen, à son plus grand regret.
De rares tentatives de prélèvement d'un spécimen furent encore tentées : Lord Crawford échoua en 1905 de même que l'expédition Shackleton-Rowett, de passage en avril 1922 à l'île Inaccessible lors de son voyage de retour d'Antarctique vers la Grande-Bretagne. L'année suivante, deux peaux furent adressées au Musée d'histoire naturelle de Londres, suivies de peu par une autre peau et un spécimen conservé dans l'alcool. Le médecin Percy Lowe se servit ensuite de ces peaux pour décrire l'espèce. Il le fit brièvement lors d'une réunion du British Ornithologists' Club, en 1923.

## Évolution de la taxinomie

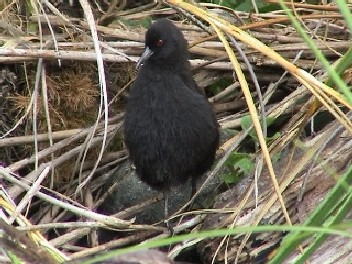
Un Râle atlantis dans l'herbe de l'île Inaccessible.

Avant cette collecte, Charles Wyville Thomson avait supposé que l’espèce était peut-être un gallinule, mais au vu de son examen, Percy Lowe se sentit « obligé de la renvoyer à un nouveau genre ». Le nom du genre, Atlantisia, vient de l'île mythique de l'Atlantide, détruite par un volcan. Le nom spécifique rogersi rend hommage au révérend Rogers, qui a collecté et envoyé les premiers spécimens de l'espèce à Lowe.
Dans son article de 1928 sur l'espèce, Lowe pensait que ce râle était le descendant d'ancêtres inaptes au vol qui avaient atteint l'île Inaccessible par un pont terrestre, ou via un continent englouti, tel que la Lémurie,. Les ponts terrestres étaient alors couramment invoqués pour expliquer les schémas de distribution biogéographiques avant le développement et l'acceptation de la tectonique des plaques. En 1955, il était plutôt présumé que, comme la plupart des autres oiseaux terrestres de l'archipel de Tristan da Cunha, à l'exception de la Gallinule de Tristan da Cunha (Gallinula nesiotis) et de la Gallinule de Gough (Gallinula comeri), il était arrivé d'Amérique du Sud.
La position du râle insulaire de l’île Inaccessible dans la grande famille des Râles (Rallidae) est depuis longtemps une source d’incertitude. Lowe pensait que ses parents les plus proches étaient peut-être le Râle à bec jaune (Amaurornis flavirostra) d'Afrique, ou peut-être une des premières branche du genre Porphyrio (oiseaux aquatiques), une conclusion basée principalement sur les similitudes de plumage. Il a cependant concédé qu'il était difficile d'affecter ce râle à la famille. Le paléontologue américain Storrs L. Olson a suggéré en 1973 que le Râle atlantis était lié au « complexe de Rallus », comprenant les genres Rallus et Hypotaenidia (le second étant maintenant fusionné dans Gallirallus), en se basant sur la structure du squelette. Il a notamment suggéré que le Râle atlantis faisait partie d’un groupe comprenant les genres Dryolimnas de l’océan Indien, et Lewinia d'Australasie. Olson a suggéré que ces râles avaient une distribution relictuelle et auraient été présents en Afrique et en Amérique du Sud, continents d'origine de leurs ancêtres. L’étude morphologique comparative la plus récente incluant le genre, en 1998, l’a placé dans une sous-tribu des Crecina au sein des Râles. Sa position exacte n'a pas pu être déterminée, mais il a été suggéré que le Râle atlantis était peut-être le taxon frère du genre Laterallus, un genre de petits oiseaux que l'on trouve principalement en Amérique du Sud.
Deux espèces éteintes de râles aptères (inaptes au vol) ont un temps été classées dans le genre Atlantisia avec le Râle atlantis : Mundia elpenor (de l'île de l'Ascension) et Aphanocrex podarces (de Sainte-Hélène). Elles étaient en effet autrefois considérées comme des congénères de A. rogersi. Mundia elpenor a disparu de l'île de l'Ascension peu avant 1700, mais il a été brièvement mentionné et décrit par le naturaliste voyageur Peter Mundy en 1656. Aphanocrex podarces a quant à lui disparu de Sainte-Hélène avant 1600 et n'a jamais été rencontré vivant par des scientifiques. En 1973, Olson a classé comme synonymes les genres Aphanocrex et Atlantisia et décrit le râle d'Ascension comme étant congénérique. Aujourd'hui, ces cousins du Râle atlantis sont considérés comme ayant évolué de manière indépendante (A. podarces n'étant probablement même pas étroitement apparenté), et en 2003, le genre Mundia a été érigé et le râle de Sainte-Hélène est revenu au genre Aphanocrex, laissant le Râle atlantis comme unique espèce du genre Atlantisia. Le râle de l'Ascension et celui de Sainte-Hélène ont tous deux disparu en raison de la prédation par des espèces introduites, principalement des chats et des rats.
En 2018, l'affinité taxinomique et l'histoire évolutive du Râle atlantis ont finalement été révélées par des analyses phylogénétiques de la séquence d'ADN de son génome mitochondrial complet et d'une poignée de marqueurs génétiques mitochondriaux et nucléaires. Le Râle atlantis appartient à un clade comprenant ses espèces sœurs, la Marouette maillée (Porzana spiloptera) et le Râle noir (Laterallus jamaicensis) d'Amérique, ainsi que très probablement le Râle des Galapagos (Laterallus spilonota). Stervander et al. ont donc suggéré en 2018 de renvoyer le Râle atlantis dans le genre Laterallus. Sa colonisation de l'île Inaccessible se serait faite à partir du continent sud-américain, il y a un million et demi d'années, époque à laquelle l'oiseau pouvait encore voler.

## Morphologie et physiologie

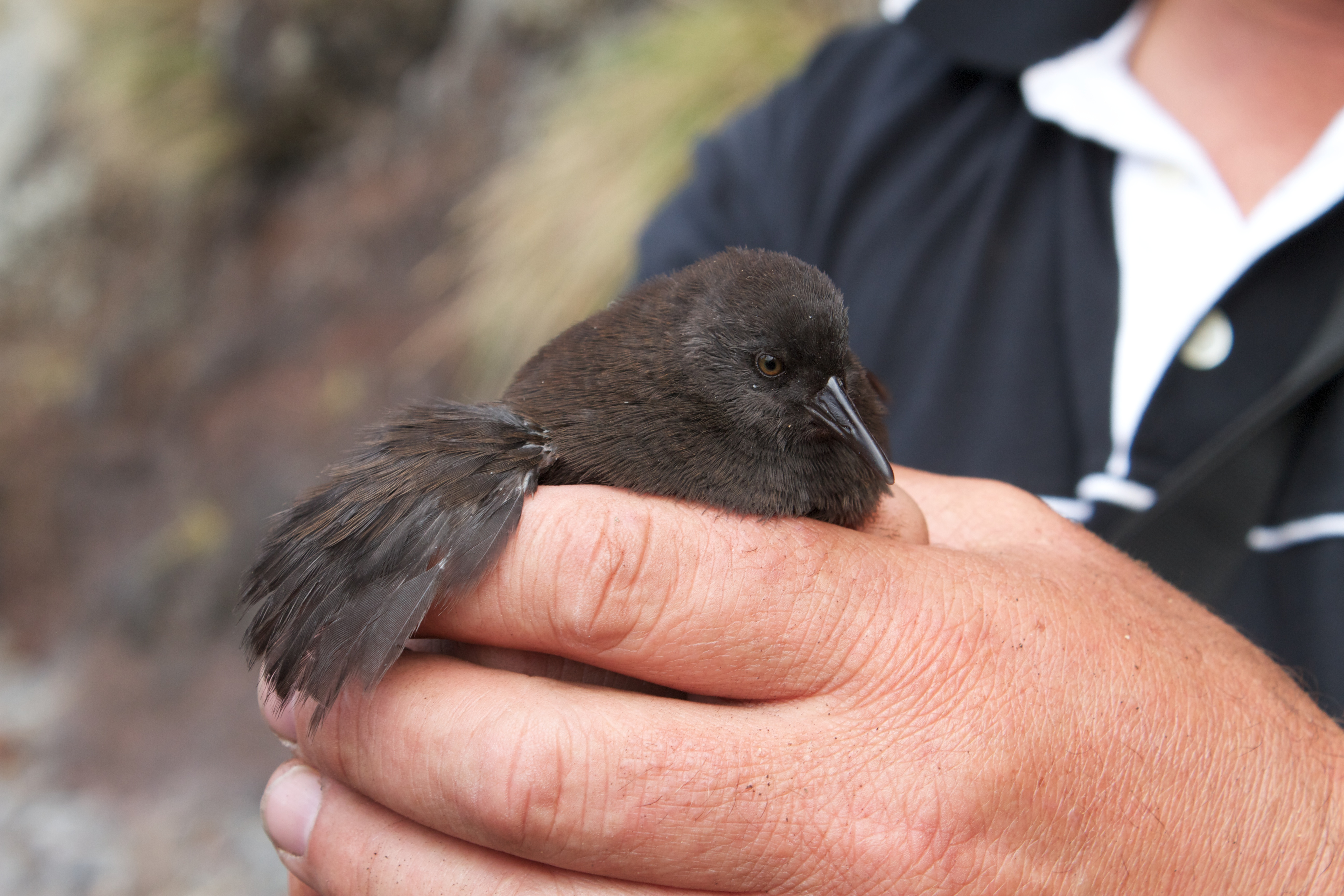
Un Râle atlantis tenu dans une main, présentant une aile courte, inadaptée au vol.

Le Râle atlantis est le plus petit oiseau incapable de voler vivant dans le monde. Il mesure de 13 à 15,5 cm. Les mâles sont plus gros et plus lourds que les femelles, pesant entre 35 et 49 g avec une moyenne de 40,5 g, contre 34 à 42 g (moyenne 37 g) pour les femelles.
Les plumes du Râle atlantis ressemblent presque à des cheveux. Les plumes servant autrefois au vol ont dégénéré, et les barbules de nombreuses plumes (mais pas toutes, malgré ce qui a parfois été signalé) ne s'emboîtent pas, ce qui confère un aspect déchiqueté aux plumes. Les ailes sont réduites et faibles, et plus petites que chez les râles volants de même taille : 54 à 55 mm chez les mâles, 51 à 53 mm chez les femelles.
Le sternum et son bréchet sont chez les oiseaux le point de fixation des muscles nécessaires au vol. Eu égard à la perte de cette faculté à voler, ces os sont plus petits chez le Râle atlantis que chez un oiseau volant de cette taille.
La queue, inadaptée au vol, est courte et mesure 3,5 cm de long. Les sus-caudales et sous-caudales sont presque aussi longues que les rectrices.
Le tarse (la patte au sens strict, écailleuse et située entre la cuisse et le pied) est identique chez les mâles et les femelles adultes : de couleur grisâtre, et mesurant 22 à 24,5 millimètres.
La couleur générale est très sombre. L'oiseau est brun rouille foncé pour les parties supérieures du corps, et gris foncé pour les parties inférieures. Les adultes présentent divers degrés de barres blanches sur les flancs et le ventre. Les immatures sont de couleur brunâtre avec des yeux sombres. Les adultes ont les yeux rouges. Le dimorphisme sexuel est peu marqué en taille, en poids ou en couleur, la femelle étant simplement très légèrement plus petite.
L'oiseau a un bec noir, plus court que la tête. Il fait en moyenne 7,5 mm de long chez les mâles et 6,9 mm chez les femelles.
Le Râle atlantis a un faible métabolisme de base, mesuré en 1989 entre 60 et 68 % environ du taux prévu pour un oiseau de son poids. Les scientifiques responsables de l’étude ont émis l’hypothèse que ce faible besoin en énergie n’était pas dû à l’absence de vol, qui n’a pas cet effet chez d’autres espèces d’oiseaux marcheurs, mais plutôt au mode de vie insulaire de ce râle. L'île manque de prédateurs et de concurrents et on peut donc s'attendre à ce que les individus s'économisent. Cela favoriserait la conservation de l’énergie par les Râles atlantis, ce qui se traduirait par une petite taille, un faible métabolisme de base et une incapacité à voler. Une comparaison des râles capables de voler ou strictement marcheurs — incluant le Râle atlantis — a révélé que les espèces de râles qui perdent la capacité de voler ont également un métabolisme de base faible.
La température corporelle oscille normalement entre 37,8 °C et 39,2 °C, mais peut dépasser ponctuellement 41 °C, en particulier chez les oiseaux stressés. Cette température est considérée comme relativement basse pour un oiseau de cette taille, une caractéristique attribuée au faible métabolisme de base de l'animal.

## Distribution et habitat

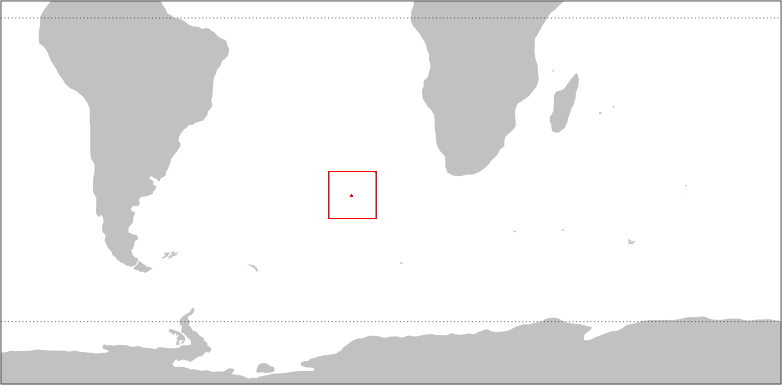
Emplacement de l'archipel Tristan da Cunha, dans l'Atlantique sud.

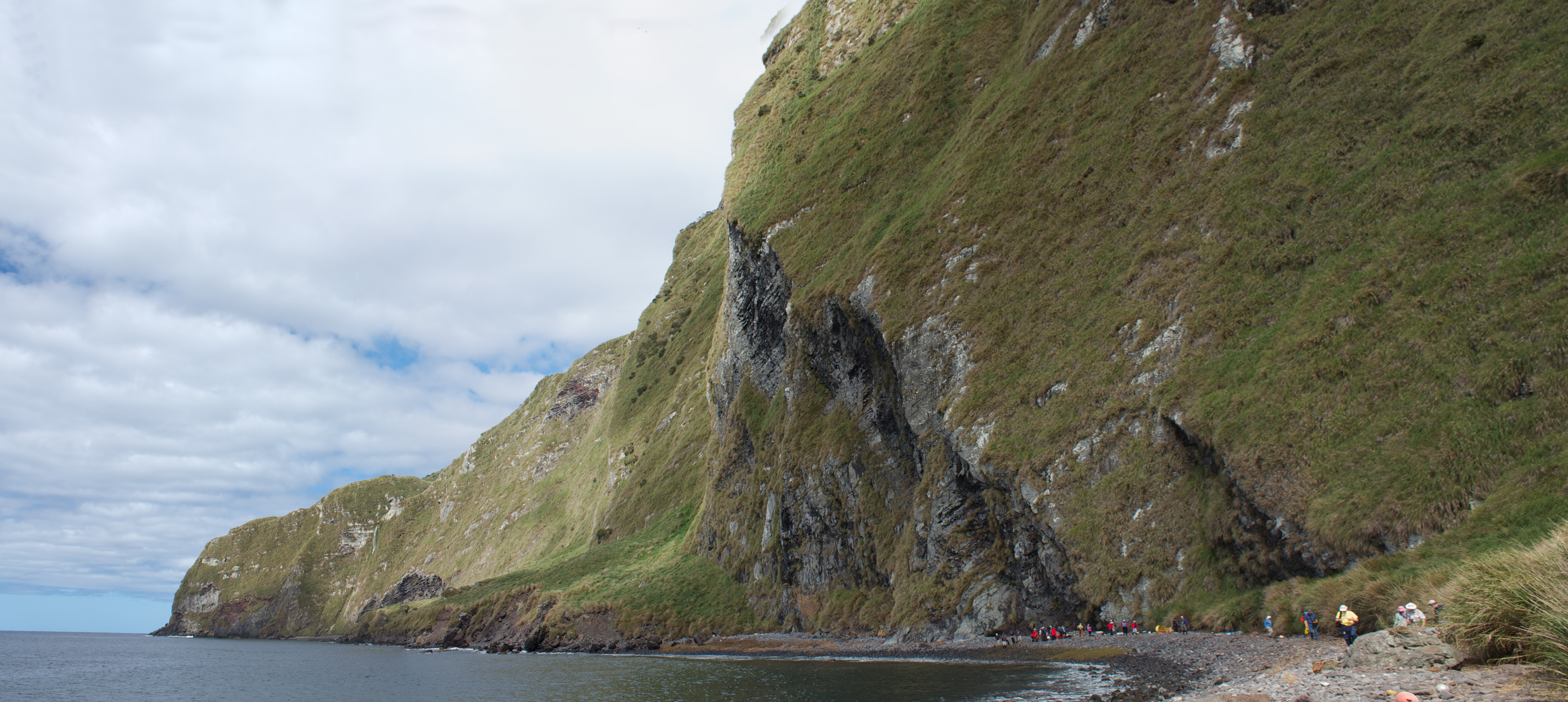
Falaise de l'île Inaccessible avec une petite plage.

Le Râle atlantis est endémique de l'île Inaccessible, île inhabitée située dans l'archipel Tristan da Cunha, dans l'océan Atlantique sud, entre l'Antarctique et les pointes sud des continents africain et américain.
L'île a une superficie de 14 km2 et possède un climat océanique tempéré et humide avec des précipitations abondantes, un ensoleillement limité et des vents d'ouest persistants.
Le Râle atlantis se trouve dans presque tous les habitats de l'île et à toutes les altitudes, depuis le niveau de la mer jusqu'à 449 mètres, point culminant du plateau central de l'île. Il atteint sa plus forte densité dans les champs d'herbes fines de l'espèce Spartina arundinacea, avec dix oiseaux par hectare, ainsi que sur les terrains mélangeant ces herbes aux fougères Blechnum penna-marina et aux carex, avec quinze oiseaux par hectare. Cet habitat, le plus favorable aux oiseaux, se trouve à proximité du rivage et entoure la majeure partie de l'île, ceinturée de falaises abruptes.
Le Râle atlantis peut également être trouvé dans les landes de fougères ou de broussailles dominées par des fougères arborescentes (Blechnum palmiforme), rabougries par le vent. Adaptable, il vit aussi dans la forêt insulaire du plateau central dominée par un arbre, Phylica arborea, endémique de l'archipel Tristan da Cunha et de l'île d'Amsterdam, lequel peut atteindre cinq mètres de haut, dans des endroits abrités du vent. Dans ces deux derniers habitats, la population est estimée à deux oiseaux par hectare.
Le Râle atlantis va également se nourrir sur les plages parmi les rochers, mais n'a jamais été trouvé dans les herbes courtes et sèches poussant sur les cônes de scories volcaniques ; les scientifiques qui ont fait ces observations précisent que cela ne signifie pas que les oiseaux n'utilisent jamais cet habitat.
Enfin, l'espèce utilise fréquemment des cavités naturelles entre des blocs, ou des « tunnels » à travers l'herbe, créés par un passage fréquent, pour se déplacer en restant cachée.

## Comportement et environnement
Le Râle atlantis est largement considéré comme diurne, mais Ryan, Watkins et Siegfried signalent que les animaux peuvent être assez actifs une partie de la nuit, les appels continuant jusque vers 22 h et reprenant vers 4 h du matin.
Le Râle atlantis est territorial et les territoires qu’il défend sont minuscules. Les territoires situés dans les habitats de touffes d'herbes autour de Blenden Hall — dans l'ouest de l'île — où les densités de population sont les plus élevées, s'étendent seulement de 100 à 400 m2. La petite taille de ces territoires rend fréquentes les rencontres entre familles et individus, et les affrontements sont également fréquents.
Lors des rencontres, ces affrontements commencent par de forts trilles ou par le biais de gazouillis, puis les oiseaux peuvent se faire face, se tenant très près les uns des autres et se présentant rituellement la tête baissée et le bec pointé vers le sol. Ils peuvent faire des cercles et continuer à parader jusqu'à ce qu'un oiseau se retire lentement, ou que l'escarmouche se produise et qu'un oiseau soit physiquement chassé par l'autre.
Les animaux sont plutôt prudents et lents, mais peuvent courir très rapidement s'ils sont effrayés ou s'ils poursuivent un rival. Dans ce cas, les petites ailes sont déployées et cambrées

### Nourriture

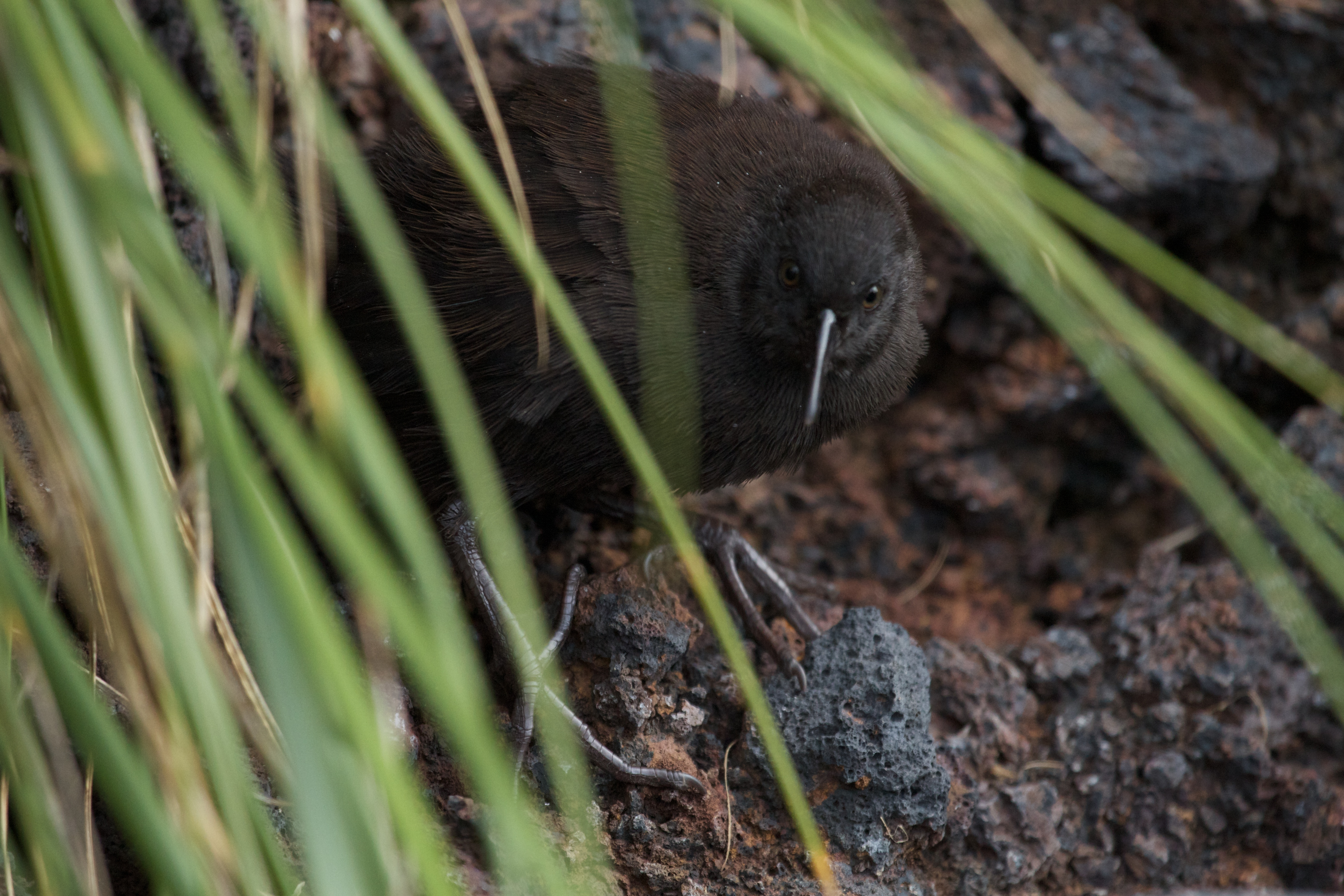
Un râle en train de se nourrir.

La recherche de nourriture utilisée par le Râle atlantis est lente et réfléchie. Elle a été comparée à celle d’une souris, et l’oiseau occupe de fait une niche écologique similaire.
Les oiseaux se nourrissent d'une large palette d'invertébrés, y compris les vers de terre, amphipodes, isopodes et acariens, mais aussi de divers insectes tels que les coléoptères, les mouches, les mites et les chenilles. Les mille-pattes sont également capturés et une espèce introduite de mille-pattes constitue d'ailleurs une partie importante de leur régime alimentaire.
En plus de ces proies animales, les râles peuvent se nourrir de baies d’Empetrum et de Nertera, ainsi que des graines de l'oseille Rumex. Contrairement à la Grive de Tristan da Cunha (Turdus eremita), ils ne se nourrissent ni de charognes, ni de poissons morts.

### Appels
Le Râle atlantis est une espèce très vocale, appelant fréquemment. Ce comportement est peut-être dû à la végétation dense dans laquelle l’espèce vit, faisant des appels le meilleur moyen de communiquer. Couples et familles se contactent fréquemment lorsqu’ils se nourrissent. Les appels incluent un long trille utilisé lorsque des paires se rencontrent et lorsque des animaux font face à un rival,.
Les rivaux poussent aussi un cri : « keekeekeekeekee », lequel peut être long ou court, et se terminer par un « keekeechitrrrr ». Après des escarmouches entre rivaux, l’oiseau victorieux peut faire un appel : « weechup weechup ». Les oiseaux peuvent aussi pousser un « tchik tchik tchok tchik » monotone lors de la chasse aux proies, et le signal d'alarme lorsque des prédateurs sont présents est un « chip » court et dur. Les oiseaux restent par contre prudemment silencieux quand ils détectent l'approche d’une Grive de Tristan da Cunha.
Les Râles atlantis effectuent également divers appels pendant l'incubation, en particulier lorsque les paires changent de place pour couver. Avant de laisser sa place, l'oiseau incubant peut émettre un « chip chip chip ».

### Reproduction

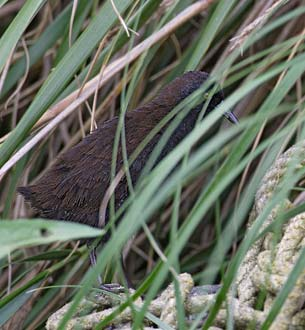
Le Râle atlantis niche souvent dans les herbes.

Le Râle atlantis est un reproducteur saisonnier, pondant lors du printemps et de l'été austral, entre octobre et janvier. L'espèce est monogame et forme des couples permanents.
Les nids sont situés à la base des fougères, des touffes d'herbes, ou des touffes de carex. Ils ressemblent à des dômes de forme ovale ou en forme de poire. Les entrées sont proches de l'extrémité étroite du nid et reliées à l'extérieur par une piste ou un tunnel pouvant atteindre un demi-mètre de longueur. Les nids sont généralement construits entièrement avec le même matériau, par exemple de l'herbe ou des carex. Lorsque le matériau de construction est de l'herbe, les brins les plus grands sont utilisés à l'extérieur et les plus fins tapissent le nid. Il existe quelques rapports signalant l'utilisation d'autres matériaux comme revêtement, tels que les feuilles de pommiers domestiques (Malus domestica) ou de saules pleureurs (Salix babylonica), deux plantes introduites sur l'île.
Les couvées comptent en général deux œufs, ce qui est peu pour un râle. Les œufs sont blanc laiteux à grisâtre, parsemés de taches brun-roux et lavande-mauve qui se concentrent autour du sommet de l'œuf. Ils sont grands par rapport à la taille de la femelle, comparativement aux autres espèces de râles, et ressemblent aux œufs du Râle des genêts (Crex crex).
La durée d'incubation de l'espèce n'est pas connue, mais les deux sexes couvent les œufs. Lors des observations réalisées, les mâles ont incubé plus longtemps que les femelles. L'adulte ne couvant pas nourrit son partenaire, et la nourriture est alors consommée dans le nid ou à proximité de celui-ci. Les inversions de l'adulte couvant sont précédées d'appels de type « chip chip chip », qui deviennent de plus en plus forts et fréquents si le partenaire met trop longtemps à réagir.
Les œufs éclosent de 23 à 32 heures d'intervalle, et l'éclosion peut être précédée par un appel du poussin à naître, depuis l'intérieur de l’œuf, et ce jusqu'à 45 heures avant qu'elle n'intervienne. Lors d'une observation, il s'est écoulé 15 heures entre le début et la fin de l'éclosion. Les parents nourrissent les oisillons, et s'y consacrent de façon assez égalitaire.
Les poussins nouvellement éclos sont recouverts d'un plumage noir, les pattes et le bec sont noirs et la bouche est argentée.
Les poussins marchent deux heures après la naissance et commencent à quitter le nid un jour après celle-ci. Ils en restent cependant proches et y reviennent régulièrement, surveillés par au moins un des deux parents, pendant que l'autre se nourrit et capture de la nourriture pour ses petits. Le nourrissage est généralement fait par le parent chasseur à son retour, mais peut aussi être fait par le parent surveillant après récupération de la nourriture. Les adultes peuvent se montrer très actifs dans la défense de leurs oisillons contre les grives qui tentent de s'en nourrir, et ce malgré la différence de taille. Les attaques contre les grives visent sans doute à détourner l'attention des oisillons, qui font silence et se cachent dans la végétation pendant ces démonstrations.

### Prédateurs
Dans son article de 1928, Percy Lowe spéculait sur le fait que, en l’absence de mammifères prédateurs sur l’île Inaccessible, le Labbe antarctique (Stercorarius antarcticus) était sans doute le seul prédateur du Râle atlantis. Une étude du régime alimentaire des Labbes antarctiques de l'île a confirmé en partie cette hypothèse, la Grive de Tristan da Cunha (Turdus eremita) étant également un prédateur des râles. Les études ont révélé que, bien que les râles soient abondants sur l'île, ils ne constituent qu'une petite partie du régime alimentaire des labbes.
Les scientifiques ont noté que les râles lançaient un cri d'alarme dès que des Labbes antarctiques étaient vus. Après avoir entendu l'alarme, les râles adultes sont en alerte, tandis que les poussins se taisent. Les adultes sont rarement la proie des Labbes, mais la mortalité des poussins est élevée et la prédation causée par la Grive de Tristan da Cunha est également une cause majeure de mortalité.

### Parasites
Pseudomenopon scopulacorne et Rallicola zumpti, deux espèces de poux mâcheurs, ont été découvertes sur des Râles atlantis. R. zumpti n'a d'ailleurs été observée sur aucune autre espèce d'oiseau vivant sur l'île Inaccessible,. Il est à noter que la population de P. scopulacorne trouvée sur le Râle atlantis a été décrite à l'origine comme une nouvelle espèce : P. rowani (Keler, 1951), mais a été intégrée dès 1974 au sein de son actuelle espèce de rattachement.

## Menaces et conservation
Le Râle atlantis n'a qu'une seule population, vivant sur une île minuscule. Bien qu'elle soit très commune dans son aire de répartition restreinte, avec environ 5 600 oiseaux adultes  (8 400 avec les juvéniles) , l'espèce est considérée comme vulnérable si une espèce prédatrice envahissante devait atteindre l'île Inaccessible. Les râles insulaires, en particulier les espèces aptères, sont en effet très sensibles aux risques d'extinction comme l'ont montré d'autres exemples d'espèces aujourd'hui disparues.
Les souris domestiques, les chats harets et les rats bruns, qui constitueraient tous une menace sérieuse pour le Râle atlantis, ne sont pas présents sur l'île et ne l'ont jamais été, mais sont présents sur l'île Tristan da Cunha, à une trentaine de kilomètres de distance. Ils pourraient donc atteindre l'île Inaccessible via des bateaux de pêche ou d'autres navires visitant l'île (des souris ont été trouvées sur des bateaux visitant l'île Nightingale située à 18 kilomètres). En raison de ce danger, l'espèce est classée comme étant « vulnérable » par la Liste rouge de l'UICN.
Des incendies d'herbes ont été enregistrés sur l'île en 1872 et 1909, et auraient tué un grand nombre de râles, mais ne se sont plus produits depuis. Ils peuvent cependant se reproduire à l'avenir, avec des conséquences potentiellement dangereuses.

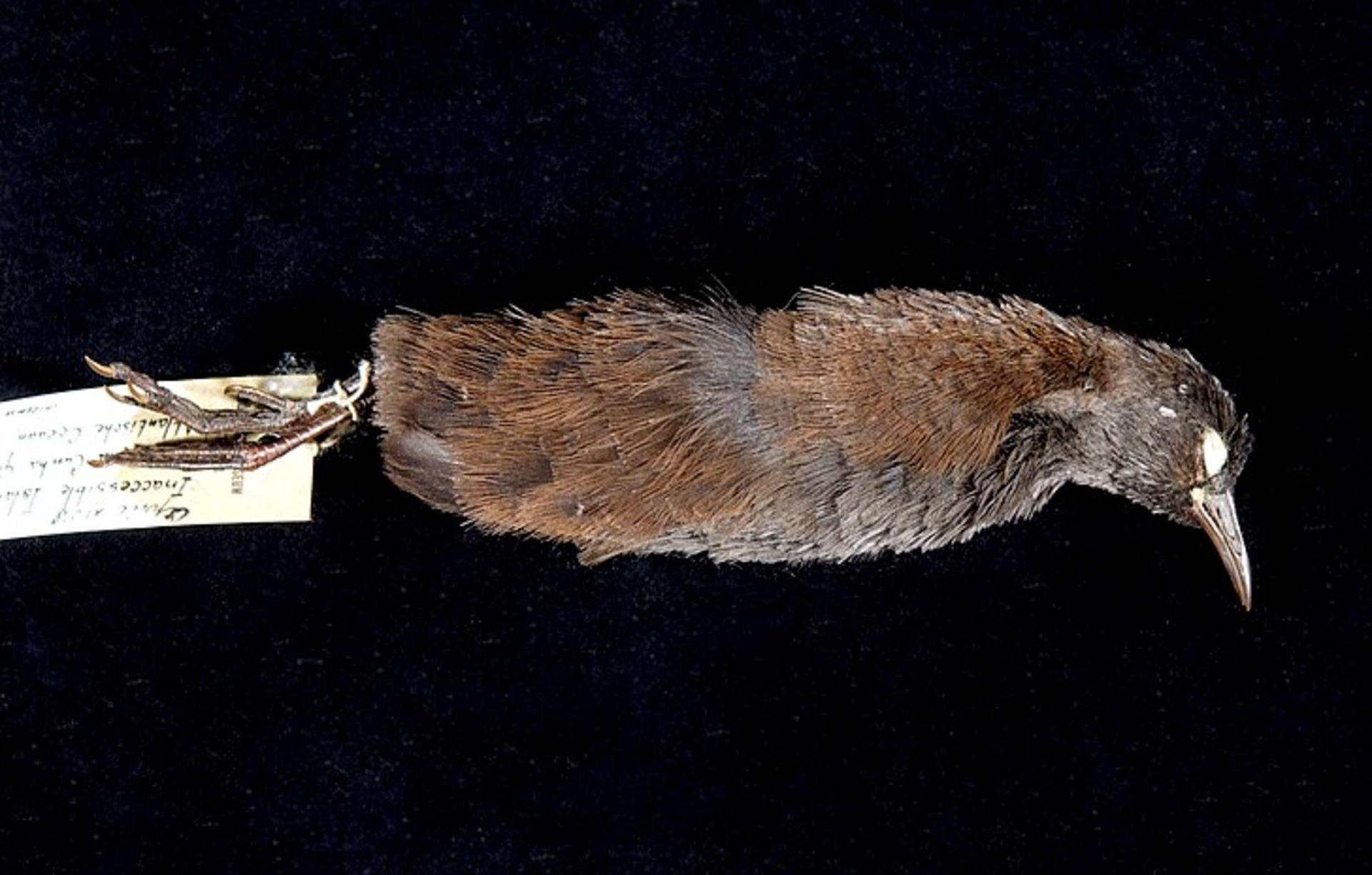
Une peau de Râle atlantis, conservée dans un muséum.

Dans les années 1950, les Râles atlantis furent très recherchés pour les collections scientifiques, mais les autorisations nécessaires préalables aux prélèvements furent rarement accordées.
Plusieurs mesures de conservation ont été mises en œuvre ou proposées pour protéger cette espèce. Ainsi, l'île Inaccessible avait été proposée pour devenir un site agricole pour les habitants de l'île Tristan da Cunha, ce qui aurait réduit l'habitat du râle et risqué d'introduire des espèces invasives. L'île a finalement été déclarée réserve naturelle par le conseil de l'île Tristan da Cunha en 1994, ce qui a mis fin à cette hypothèse.
L'accès à l'île Inaccessible est désormais limité, bien que les insulaires de Tristan da Cunha aient toujours le droit de la visiter pour collecter du bois de chauffage et du guano.
Le lin de Nouvelle-Zélande introduit a été éradiqué de l'île afin de ne pas en modifier le biotope, et celle-ci dispose désormais d'un plan de gestion environnemental.
Parmi les autres suggestions visant à assurer l'avenir de l'espèce, on peut citer une sensibilisation accrue de la communauté locale à la biosécurité, mais aussi la réflexion sur la création éventuelle d'une population captive.
Il a enfin été suggéré que des populations de secours soient établies sur d'autres îles protégées, par exemple l'île Nightingale, au cas où des prédateurs atteindraient l'île Inaccessible. Cependant, une telle politique pourrait avoir des effets négatifs sur la faune endémique d'invertébrés de ces îles, et l'hypothèse n'a pas eu de suite.

## Dans la culture
En philatélie, l'espèce a été représentée sur onze timbres émanant de l'administration postale de Tristan da Cunha.